# Andrée Rochat-Aeschlimann
Andrée Rochat-Aeschlimann (Genève, 12 januari 1900 – Zürich, 8 januari 1990) was een Zwitserse pianiste en componiste.

## Biografie
Andrée Rochat-Aeschlimann was een dochter van Ernest Auguste Rochat en van Julie Hélène Lavater. Ze huwde Erhard Aeschlimann, een uitgever.
Rochat-Aeschlimann studeerde muziek samen met Emile Jaques-Dalcroze en behaalde een diploma piano aan het Conservatoire de musique de Genève. Later studeerde ze nog bij André Gédalge in Parijs en leerde compositie bij Giacomo Orefice en Renzo Bossi in Milaan en bij Ernst Wolff in Zürich en Wladimir Vogel in Ascona.
Ze schreef kritische stukken over muziek in verschillende tijdschriften, vaak onder het pseudoniem Jean Durand. Ze woonde van 1922 tot 1964 in Milaan en vanaf 1965 in Zürich. Ze was lid van de Zwitserse vereniging van musici en componeerde tonale stukken voor kleine groepen in een dichte muzikale taal, soms erg sober en altijd rigoureus. Ze vernietigde de meeste van haar composities 'om niemand te belasten'.